# (7620) Willaert
(7620) Willaert ist ein Asteroid des inneren Hauptgürtels, der am 24. September 1960 von dem niederländischen Astronomenehepaar Cornelis Johannes van Houten und Ingrid van Houten-Groeneveld entdeckt wurde. Die Entdeckung geschah im Rahmen des Palomar-Leiden-Surveys, bei dem von Tom Gehrels mit dem 120-cm-Oschin-Schmidt-Teleskop des Palomar-Observatoriums (IAU-Code 675) aufgenommene Feldplatten an der Universität Leiden durchmustert wurden.
Der Asteroid gehört zur Nysa-Gruppe, einer nach (44) Nysa benannten Gruppe von Asteroiden (auch Hertha-Familie genannt, nach (135) Hertha). Nach der SMASS-Klassifikation (Small Main-Belt Asteroid Spectroscopic Survey) wurde bei einer spektroskopischen Untersuchung von Gianluca Masi, Sergio Foglia und Richard P. Binzel bei (9995) Alouette von einer hellen Oberfläche ausgegangen, es könnte sich also, grob gesehen, um einen S-Asteroiden handeln.
Benannt wurde er am 16. Oktober 1997 nach dem franko-flämischen Organisten und Komponisten Adrian Willaert (1485–1562), der ab dem 12. Dezember 1527 die Stelle als Kapellmeister am Markusdom in Venedig für die folgenden 35 Jahre innehatte und dessen Werk vor allem durch die von ihm gegründeten Schüler-Lehrer-Generationen bis in die Barockzeit hineinreichte.